# Minas Gerais (Schiff, 1945)
Die Minas Gerais war ein leichter Flugzeugträger der brasilianischen Marine. Er war von 1960 bis 2001 Flaggschiff der brasilianischen Marine.
Das Schiff entstand als HMS Vengeance (Kennung: R71) der Colossus-Klasse
für die britische Royal Navy und war von 1952 bis 1955 an die Royal Australian Navy (RAN) verliehen.

## Geschichte
Die Kiellegung der späteren Vengeance erfolgte am 16. November 1942 auf der Werft Swan, Hunter & Wigham Richardson in Wallsend. Der Neubau eines Leichten Trägers mit der Baunummer 1699 lief am 23. Februar 1944 als viertes Schiff der Colossus-Klasse vom Stapel und erhielt den Namen Vengeance. Der Flugzeugträger war das 7. Schiff der Royal Navy, das diesen Namen erhielt, den zuletzt 1899 ein Linienschiff der älteren Canopus-Klasse erhalten hatte und bis zum Abbruch 1921 führte. Am 15. Januar 1945 wurde das Schiff schließlich fertiggestellt.

### Vordienstzeiten
Im Januar 1945 in den Dienst der Royal Navy gekommen, wurde der Leichte Träger der British Pacific Fleet (BEF) zugeteilt. Zusammen mit den Schwesterschiffen Colossus, Glory und Venerable wurde der Träger durch das Mittelmeer und den Indischen Ozean zu den verbliebenen Kriegsschauplätzen verlegt, wo sie im August 1945 eintrafen. Der erste Einsatz der Vengeance, die die Staffel 812 mit Fairey Barracuda II und die Staffel 1850 mit Chance Vought Corsair IV an Bord hatte, sollte bei der Rückeroberung Malayas erfolgen. Die Kapitulation Japans verhinderte weitere Kampfeinsätze und der Träger lief über Singapur nach Hongkong, das ab dem 1. September von den Briten wieder besetzt wurde. Zum dort eingesetzten Flottenverband gehörten neben ihr noch die Träger Venerable und Indomitable. In der Folgezeit wurde der Träger zum Transport von befreiten Kriegsgefangenen und Zivilinternierten genutzt. Das Schiff blieb bei der Pazifikflotte und wurde neben dem Einsatz als Träger auch zum Transport von Vorräten, Ausrüstung, Personal und Post zwischen Stützpunkten in Japan, Hongkong, Singapur und  Australien genutzt und besuchte Anfang 1946 Hiroshima. Im Sommer wurde der Träger aus der BEF entlassen, verließ im Juli 1946 Trincomalee mit den
Fregatten Loch Eck und Loch Craggie. Die Schiffe erreichten Spithead am 10. August 1946. Zwischen 1947 und 1950 war die Vengeance Teil der Home Fleet und wurde für Versuche mit Hubschraubern unter den kalten Bedingungen der Arktis genutzt.
Am 13. November 1952 übernahm die RAN den Träger auf Leihbasis für drei Jahre, um die Zeit bis zur Fertigstellung der Melbourne ex Majestic zu überbrücken.
Die Flugzeuggruppe der Vengeance bei der RAN bestand aus je zwölf Sea Fury FB.11-Jagdbombern und Firefly FR.4/AS.6 Aufklärern/U-Jagd-flugzeugen sowie drei Sycamore Mk.50-Hubschraubern.
Im August 1955 wurde der Träger der Royal Navy zurückgegeben und auf die Verkaufsliste gesetzt. Im Dezember 1956 erfolgte der Verkauf nach Brasilien.

### Bei der Brasilianischen Marine
Ende 1956 erwarb Brasilien das Schiff von der Royal Navy, benannte es in Minas Gerais um nach dem gleichnamigen brasilianischen Bundesstaat Minas Gerais und schickte es sogleich in eine niederländische Werft, in der Modifikationen und Modernisierungen vorgenommen wurden.
Der Erwerb des Schiffes rief einen schweren Streit zwischen der Marine und der Luftwaffe (FAB) des Landes hervor. Dabei beanspruchte die Marine die Kontrolle über die auf dem Träger stationierten Flugzeuge, auch gegen heftigen Protest der Luftwaffe. Aus diesem Grund wurde am 6. Februar 1957 die 1° Grupo de Aviação Embarcada da FAB ins Leben gerufen. Sie sollte unter Führung der FAB die Flugzeugstaffeln der Minas Gerais stellen. Diese Gruppe war in zwei Geschwader aufgeteilt: ein Jagdgeschwader und eines für Patrouillenflüge, beide mit Maschinen vom Typ Grumman S-2. Dennoch blieb das Problem auch für die folgenden Regierungen bestehen. Erst Präsident Humberto Castelo Branco sicherte 1964 der FAB die volle Verfügungsgewalt über die stationierten Flugzeuge zu.
Ab 1960 war das Schiff in die brasilianische Flotte eingegliedert und navigierte vorrangig entlang der Küste des Landes. Trotz der vorgenommenen Modernisierungen war die Turbinenleistung nur ausreichend für etwa 20 kn. Das sind drei bis vier Knoten weniger, als für modernere Flugzeuge nötig gewesen wäre. Daher wurde die Minas Gerais am 9. Oktober 2001 außer Dienst gestellt und durch die São Paulo ersetzt.

### Endschicksal derMinas Gerais
2002 wurde die Minas Gerais versteigert. Die meisten der zwölf Bieter gaben an, das Schiff verschrotten und den Stahl weiterverarbeiten zu wollen. Ein Vertreter der britischen Nichtregierungsorganisation Friends of the HMS Vengeance wollte das aus dem Zweiten Weltkrieg stammende Schiff restaurieren lassen und in einem Museum ausstellen.
Das Schiff wurde schließlich für 2 Millionen Dollar an eine Veranstaltungsgesellschaft in Shanghai verkauft. Für ein chinesisches Museum sprach, dass auf dem Schiff nach der japanischen Besetzung Hongkongs die Kapitulation der dort stationierten Kaiserlich Japanischen Truppen unterzeichnet worden war. Allerdings gab es auch Spekulationen über ein mögliches chinesisches Trägerprogramm, zumal der Flugzeugträger erst 1998 überholt worden war. Laut Aussage von Friends of the HMS Vengeance ist der chinesische Kauf wegen Finanzierungsproblemen nicht zustande gekommen.
Die Minas Gerais wurde 2004 nach Indien geschleppt und in Alang verschrottet.